# Apérys sats
Inom matematiken är Apérys sats ett resultat som säger att Apérys konstant ζ(3) är irrationellt. I andra ord kan talet
{\displaystyle \zeta (3)=\sum _{n=1}^{\infty }{\frac {1}{n^{3}}}={\frac {1}{1^{3}}}+{\frac {1}{2^{3}}}+{\frac {1}{3^{3}}}+\ldots =1.2020569\ldots }
inte skrivas som ett bråk p/q med p och q heltal.